# Giovanni Casula
Giovanni Casula (Villanova Monteleone, 21 aprile 1890 – Sassari, 1983) è stato un generale italiano del Regio Esercito durante la seconda guerra mondiale, ricordato per il suo ruolo in Piemonte e in Sardegna.

## Biografia
Nacque a Villanova Monteleone nel 1890. Si arruolò nel Regio Esercito nel 1909, entrando come allievo ufficiale nella Regia Accademia Militare di Modena, da cui uscì con il grado di sottotenente, assegnato all'arma di fanteria, il 17 settembre 1911.
Partecipò alla prima guerra mondiale, nei gradi da tenente a maggiore,  partecipando a numerose azioni e venendo decorato di due Medaglie d'argento al valor militare.
Dal 1º dicembre 1926 fu promosso tenente colonnello.
Fu assegnato nel 1936 quale capo di SM della 31ª divisione fanteria Caprera a Sassari, cementando un'amicizia solida con il generale Giovanni Vecchi, comandante della divisione stessa.
Promosso colonnello il 31 dicembre 1936, fu al Comando del III Corpo d'armata di Milano per poi prender il comando del 1º reggimento carristi a Vercelli.
Nel 1940/41 fu capo di SM prima della 38ª divisione Puglie (generale Mario Marghinotti), poi del XIV° corpo d'armata a Valdobbiadene (TV) comandato dal Generale Vecchi, che appositamente lo volle ancora con lui.
Nel febbraio 1941 si trasferì col suo comando in Albania, procedendo poi all'occupazione del Montenegro e permanendo a capo dello SM del XIV° corpo sino al settembre, anche quando era cambiato il comandante, col generale Luigi Mentasti (dal 12 luglio).
Transitò dal 25 ottobre al comando della 131ª divisione Centauro (comandata da un suo conterraneo, il gen. Gavino Pizzolato) e, promosso generale di brigata dal 1º gennaio 1942, fu nominato comandante della Iª brigata corazzata per la 131ª divisione corazzata Centauro, che comprendeva i seguenti reggimenti
- 15º R.E.Co "Cavalleggeri di Lodi" e
- 31º Reggimento carristi composto
  - XIV, XV, XVII Battaglione Carri M,

con questi reparti e con la nuova organica prevista dalla Centauro (ora comandata dal generale Giorgio Carlo Calvi di Bergolo, genero del re), Casula si addestrò in Piemonte in attesa di esser impiegato in Africa, che in effetti la grande unità raggiunse a novembre 1942 in Tunisia senza di lui però. In Piemonte Casula vi permase anche in seguito (dal 12 febbraio 1943) quando raggiunse la difesa territoriale di Alessandria, per incarico speciale.
Dal 10 maggio seguente si trasferì a Sassari per assumere il comando della fanteria della 31ª divisione Calabria (generale Gian Giacomo Castagna), per poi assumerne il comando dal 15 luglio successivo, quando il generale Castagna assunse il comando del ricostituito XXXº Corpo a Sassari. Ebbe forti divergenze col generale Castagna e quindi passò al comando della 205ª divisione costiera a Iglesias il 1º settembre venendo sostituito dal generale Arduino Garelli. Qui lo colse l'armistizio dell'8 settembre 1943 e parteciperà ad accompagnare verso la Corsica le truppe tedesche presenti nel meridione dell'isola in ritirata. Dal 1944 comando' il distretto militare di Bari.
Il comune di Villanova Monteleone ha intitolato una piazza ed una biblioteca del paese al generale Casula.